# 豚赤痢
豚赤痢（ぶたせきり、英: swine dysentery）とは豚赤痢菌 Brachyspira hyodysenteriae 感染を原因とするブタの感染症。家畜伝染病予防法において届出伝染病に指定されている。

## 原因
豚赤痢菌は長さ7-10 µm、幅0.3-0.4 µmのグラム陰性嫌気性らせん状菌であり、血液寒天培地上で薄い膜状のコロニーを形成し、強いβ溶血性を示すものが多い。病原因子として溶血毒およびLPSを持つ。経口感染を起こし、感染は長時間持続する。

## 症状
ブタにおいては豚赤痢菌が盲腸、結腸、直腸に感染し、元気消失、食欲減退、体重減少、貧血、粘血性あるいは出血性の下痢を引き起こす。病変は盲腸、結腸、直腸に限局し、腸間膜リンパ節は腫脹する。症状は多くは1 - 2週間で回復するが、慢性化することもある。養豚場内で常在化した場合には根絶は困難である。

## 診断
既往歴、臨床症状、肉眼病変（大腸に散在する腸炎）、豚赤痢菌の分離同定により診断する。確定診断は結腸粘膜あるいは下痢便からの豚赤痢菌の分離同定により行う。選択培地として血液加寒天培地にスペクチノマイシン、コリスチン、バンコマイシンを加えたものを用いる。迅速診断として糞便材料を用いて暗視野鏡検法によりらせん菌を観察する。

## 治療
リンコマイシン、チアムリン、エンラマイシン、カルバドックス、バルネムリン、タイロシン、テルデカマイシンなどの抗生物質が有効である。しかし、薬剤耐性菌の分離率が上昇傾向にあるため、薬剤感受性試験を行い、適切に抗生物質を使用することが重要である。

## 予防
ワクチンは実用化されておらず、予防にはSPF豚の導入、オールイン・オールアウト方式の採用により清浄化を図る。豚赤痢菌は乾燥に弱いため、豚舎の洗浄・消毒後に空舎期間を設けて十分に乾燥させることが有効である。